# Charlotte (namn)

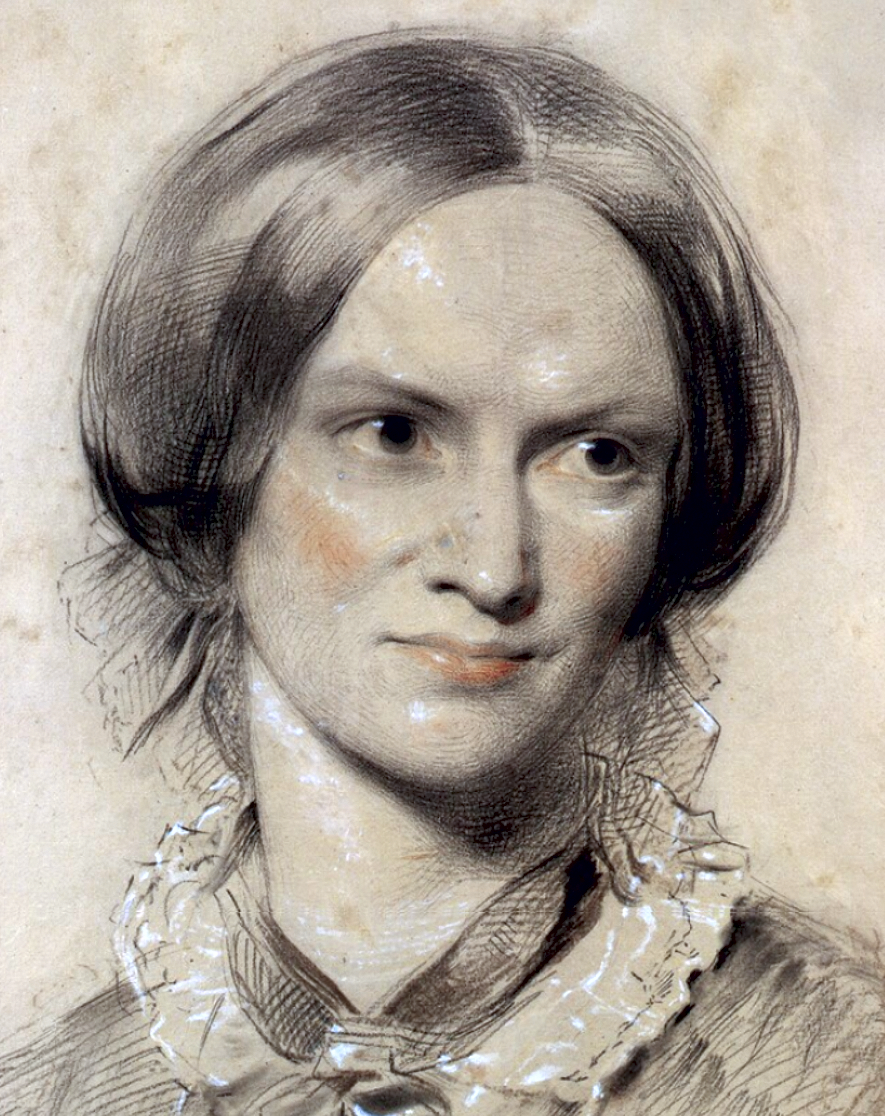
Charlotte Brontë

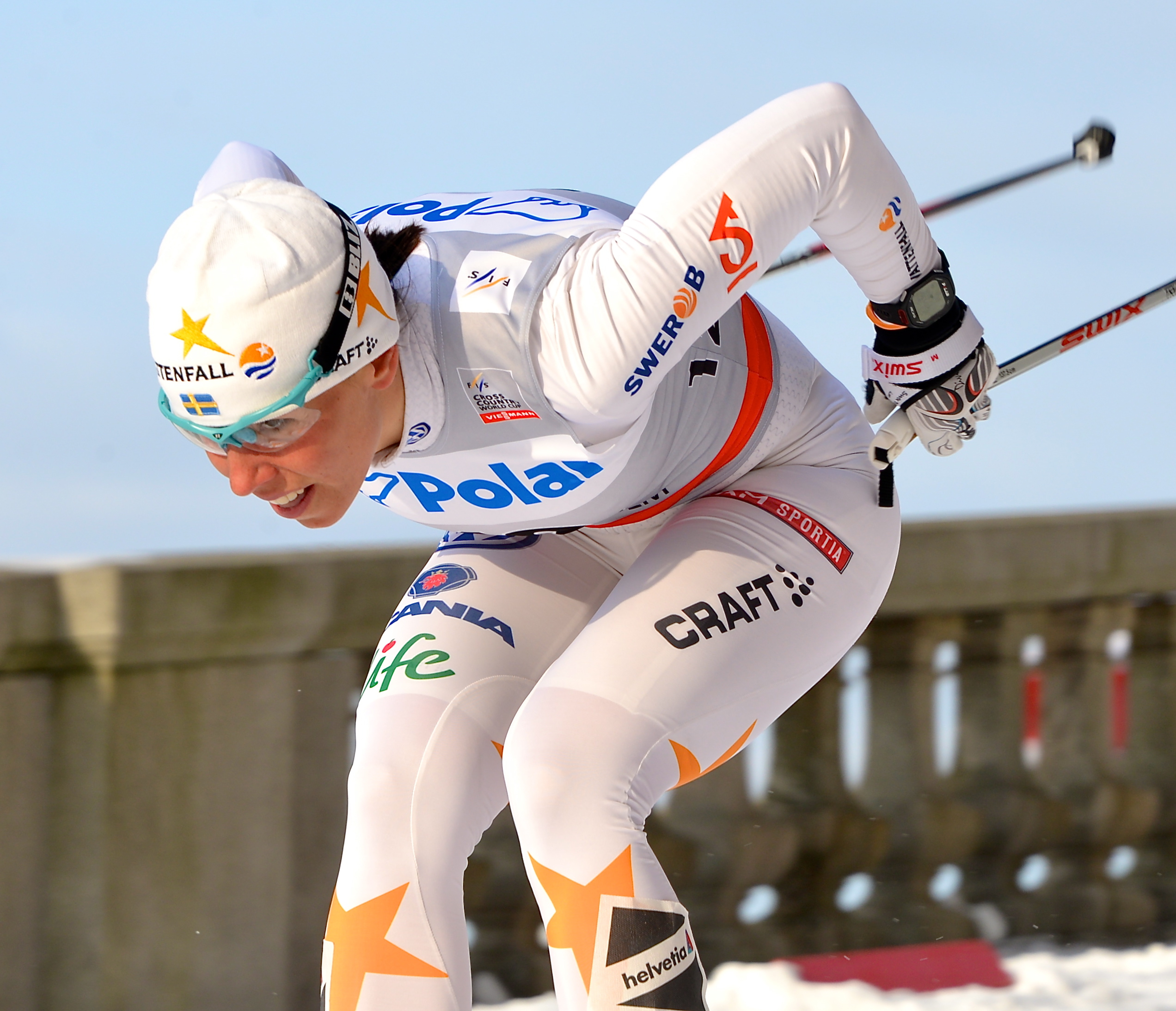
Charlotte Kalla

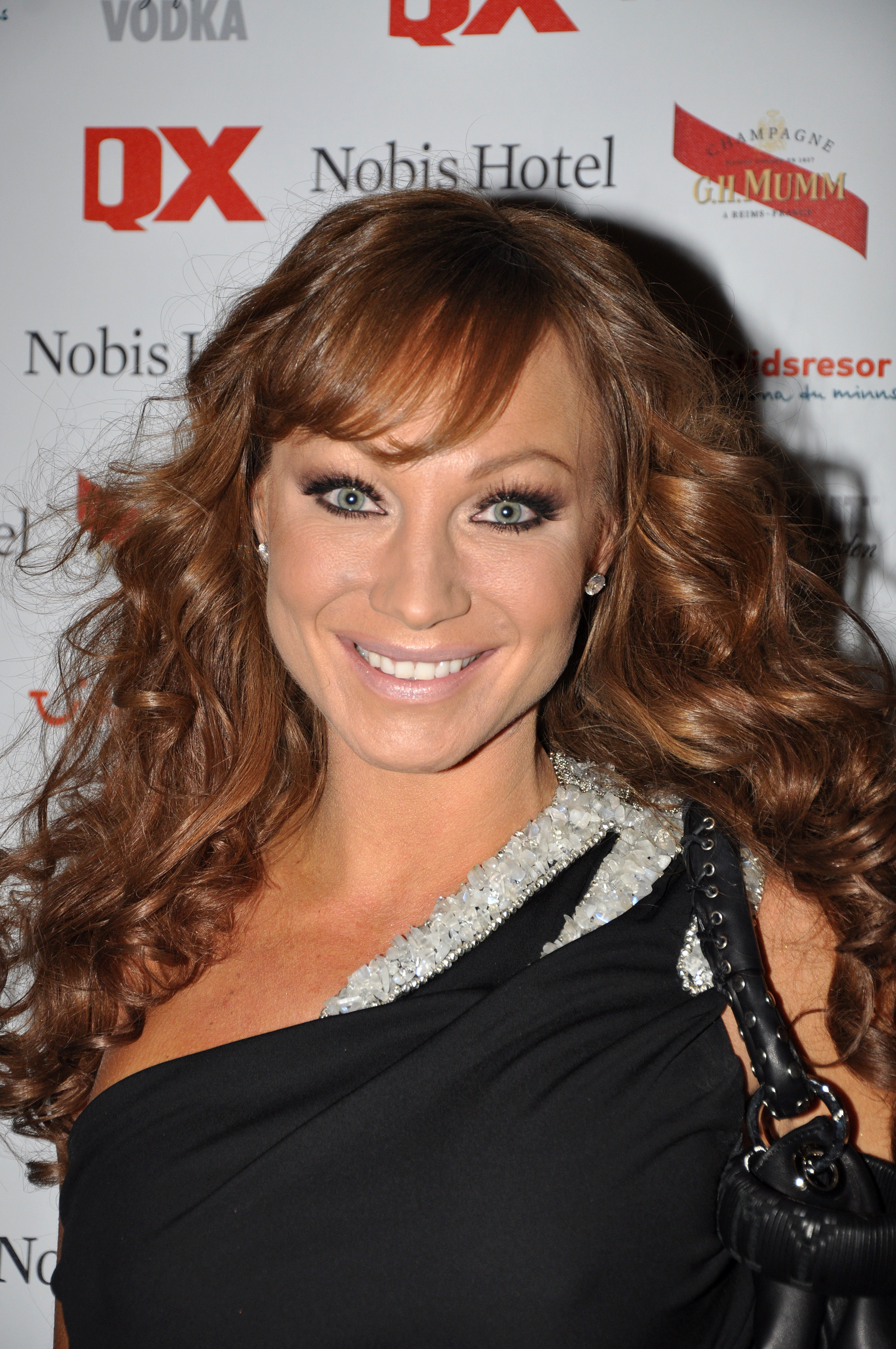
Charlotte Perrelli

Charlotte är en fransk feminin form av namnet Charlot som betyder lille Charles. Charles är en fransk och engelsk form av det germanska namnet Karl som betyder karl, fri man. Namnet har funnits i Sverige sedan slutet av 1600-talet. Andra varianter av namnet är Charlotta, Charlott, Carlotta och kortformen Lotta.
Den 31 december 2014 fanns det totalt 30 364 kvinnor folkbokförda i Sverige med namnet Charlotte, varav 11 826 bar det som tilltalsnamn.
Namnsdag: saknas i Sverige (1986–1992: 12 maj). I den finlandssvenska namnsdagslängden har Charlotte namnsdag 12 maj sedan 2020.

## Personer med namnet Charlotte
- Charlotte av Cambridge, brittisk prinsessa
- Charlotte av Cypern, cypriotisk monark (drottning)
- Charlotte av Luxemburg, luxemburgsk statschef (storhertiginna)
- Charlotte av Mecklenburg-Strelitz, drottning av Storbritannien
- Charlotte av Storbritannien, brittisk prinsessa
- Charlotte Augusta av Wales, brittisk tronföljare
- Charlotte av Württemberg, rysk storfurstinna
- Charlotte Brontë, brittisk författare
- Charlotte Casiraghi, dotter till prinsessan Caroline av Monaco
- Charlotte Cederschiöld, svensk politiker (m)
- Charlotte Church, brittisk sångerska
- Charlotte Cooper Sterry, brittisk tennisspelare
- Charlotte Fich, dansk skådespelerska
- Charlotte Gainsbourg, fransk skådespelare
- Charlotte Gyllenhammar, svensk konstnär
- Charlotte Kalla, svensk längdskidåkare, bragdmedaljör
- Charlotte Perrelli, svensk sångerska
- Charlotte Pousette, svensk skådespelare
- Charlotte Rampling, brittisk skådespelare
- Charlotte Rohlin, svensk fotbollsspelare
- Charlotte Sinclair, svensk dansare
- Charlotte Stanley, brittisk grevinna
- Charlotte Stewart, amerikansk skådespelare
- Charlotte Stuart, titulärhertiginna av Albany